# Santovenia de la Valdoncina
Santovenia de la Valdoncina é um município da Espanha na província de León, comunidade autónoma de Castela e Leão, de área 30,41 km² com população de 1774 habitantes (2004) e densidade populacional de 58,34 hab/km².

## Demografia
| Variação demográfica do município entre 1991 e 2004 | Variação demográfica do município entre 1991 e 2004 | Variação demográfica do município entre 1991 e 2004 | Variação demográfica do município entre 1991 e 2004 |
| --------------------------------------------------- | --------------------------------------------------- | --------------------------------------------------- | --------------------------------------------------- |
| 1991                                                | 1996                                                | 2001                                                | 2004                                                |
| 1312                                                | 1523                                                | 1706                                                | 1774                                                |